# بعثة شرطة الاتحاد الأوروبي في البوسنة والهرسك
بعثة شرطة الاتحاد الأوروبي في البوسنة والهرسك كانت مهمة للاتحاد الأوروبي ساعدت منظمات الشرطة المحلية، وكانت واحدة من عدد من بعثات الشرطة التابعة للاتحاد الأوروبي في جميع أنحاء العالم. كانت أول مهمة من نوعها يضطلع بها الاتحاد الأوروبي في إطار السياسة الخارجية والأمنية المشتركة. كانت بعثة الشرطة الأوروبية خلفا لقوة الشرطة الدولية التابعة للأمم المتحدة (جزء من بعثة الأمم المتحدة في البوسنة والهرسك) في البوسنة، والتي انتهت ولايتها في نهاية عام 2002.
عملت بعثة الشرطة التابعة للاتحاد الأوروبي بتنسيق من الممثل الخاص للاتحاد الأوروبي، الذي شغل أيضًا منصب المندوب السامي للبوسنة والهرسك.
انتهت المهمة في 30 يونيو 2012.

## مهمة
تهدف بعثة الشرطة التابعة للاتحاد الأوروبي إلى المساعدة في إنشاء قوة شرطة مستدامة ومهنية ومتعددة الأعراق. فقد ساعدت الشرطة المحلية، ومحاربة الجريمة المنظمة واسعة النطاق، وساعدت في إصلاح الشرطة.
تم إطلاق البعثة، وهي أول مهمة تم إطلاقها بموجب سياسة الأمن والدفاع المشتركة، في 1 يناير 2003 لفترة أولية مدتها ثلاث سنوات. بناءً على دعوة من السلطات البوسنية، قرر الاتحاد الأوروبي إنشاء بعثة شرطة متابعة بتفويض وحجم معدلين. استمرت بعثة الشرطة الأوروبية الثانية لمدة عامين (من 1 يناير 2006 حتى 31 ديسمبر 2007). وقد قامت برصد قوات الشرطة في البوسنة والهرسك وتقديم المشورة والتفتيش وفقًا لثلاث ركائز رئيسية، أي دعم عملية إصلاح الشرطة، وتعزيز مساءلة الشرطة ودعم مكافحة الجريمة المنظمة.
في نهاية عام 2007، تم تمديد مهمة الشرطة التابعة للاتحاد الأوروبي لمدة عامين آخرين (من 1 يناير 2008 إلى 31 ديسمبر 2009). وخلال هذين العامين، واصلت البعثة عملها فيما يتعلق بالركائز الثلاث نفسها، مع التركيز بشكل خاص على مكافحة الجريمة المنظمة. كما كرست بعثة الشرطة التابعة للاتحاد الأوروبي اهتمامًا خاصًا لتعزيز التعاون بين الشرطة والمدعين العامين.

## روابط خارجية
- دومينيك تولكسدورف صعوبات الاتحاد الأوروبي في دعم[وصلة مكسورة] أوربة البوسنة والهرسك[وصلة مكسورة]  ورقة سياسة حدود الاتحاد الأوروبي ، بودابست: مركز دراسات توسيع الاتحاد الأوروبي - جامعة أوروبا الوسطى ، 2011